# Riki Nakaya
Riki Nakaya (Matsuyama, 25 de julho de 1989) é um judoca japonês que conquistou uma medalha de prata nas Olimpíadas de 2012 na categoria até 73 kg.